# 루크 대니얼스
루크 매슈 대니얼스(Luke Matthew Daniels, 1988년 1월 5일, 잉글랜드 볼턴 ~ )은 잉글랜드 출신 프로 축구 선수이다. 현재 소속팀은 미들즈브러이며 포지션은 골키퍼로 활약한다.